# Toon Schildpad
Toon Schildpad (Engels:  Brer Terrapin) is een fictieve schildpad in het Duckstadse Bos. Hij speelt als bijfiguur een rol in een aantal verhalen over Broer Konijn, van wie Toon meestal een goede vriend is. Toon Schildpad heeft meestal een rood petje op en hij loopt met een wandelstok. In met name de oudere verhalen rookt hij bovendien een pijp.

## Achtergrond
Toon Schildpad is, net als de meeste andere bosbewoners, oorspronkelijk gebaseerd op de verhalen van Joel Chandler Harris. De huidige bekende versie van Toon Schildpad verscheen voor het eerst op 18 juni 1950 in een Amerikaanse krantenstrip. Toon woont in dit verhaal nog onder water. In latere verhalen leeft hij, net als de meeste andere bewoners van het bos, op het land. In enkele verhalen duiken ook familieleden van Toon Schildpad op.
In sommige verhalen worden Broer Konijn en Toon Schildpad tegelijk gevangen door Rein Vos en Meneer Beer, die hen op willen eten. In de meeste gevallen is het Broer Konijn die daarop een list verzint om te ontsnappen, maar soms is dit ook Toon.
Door zijn traagheid voldoet Toon Schildpad aan het stereotype van een schildpad. Hij is verder redelijk slim.